# یخچال هگ
یخچال هگ مربوط به دوره قاجار است و در شهرستان یزد، روستای هگ واقع شده و این اثر در تاریخ ۷ مهر ۱۳۸۱ با شمارهٔ ثبت ۶۳۲۱ به‌عنوان یکی از آثار ملی ایران به ثبت رسیده است.